# Marathon international du Beaujolais
Le marathon international du Beaujolais (MIB) est un marathon organisé depuis 1997 à Villefranche-sur-Saône. Le MIB est la plus grande course festive de France. 

## Histoire
Après l’épreuve du marathon de New York, en 1995, trois coureurs du Beaujolais ont eu l'idée d’organiser un marathon dans le Beaujolais.
Après une pause pendant trois ans (2002, 2003 et 2004), la course est reconduite en 2005 (900 coureurs). En 2007, 1 611 concurrents sont inscrits et 1 430 sont arrivés classés. En 2011, elle prend le nom de « Marathon International du Beaujolais » (MIB). En 2017, on compte plus de 16 000 participants. En 2023, 23 000 personnes prennent le départ du MIB. 
L'épreuve part de Fleurie pour se terminer à Villefranche-sur-Saône.
Le parrain de l'épreuve est François D'Haene.

## Palmarès

### Hommes
- 2023 :  Jérémy Mansuy, 2 h 31 min 43 s
- 2022 :  Legese Dadi, 2 h 31 min 21 s
- 2021 :  Legese Dadi, 2 h 35 min 04 s
- 2020 : édition annulée pour cause sanitaire
- 2019 :  Charles Kemei, 2 h 25 min 42 s
- 2018 :  Sébastien Spehler, 2 h 24 min 43 s
- 2017 :  Pierre Barbet, 2 h 35 min 21 s
- 2016 :  Cédric Fleureton, 2 h 29 min 41 s
- 2015 :  Cédric Fleureton, 2 h 33 min 27 s
- 2014 :  Frédéric Ruberti, 2 h 38 min 52 s
- 2013 :  Yves Palandre,  2 h 33 min 13 s (2èime: François D'Haene 2 h 34 min 52 s)
- 2012 :  Patrice Lompo, 2 h 29 min 48 s
- 2011 :  Eric Manzapaka, 2 h 42 min 51 s

### Femmes
- 2023 :  Margaux Girard, 3 h 09 min 25 s
- 2022 :  Vanessa Corgier, 3 h 14 min 26 s
- 2021 :  Prisca Kiprono, 2 h 57 min 49 s
- 2020 : édition annulée pour cause sanitaire
- 2019 :  Prisca Kiprono, 2 h 52 min 19 s
- 2018 :  Maria Berezhnaya, 2 h 50 min 38 s
- 2017 :  Aurélia Truel, 3 h 03 min 28 s
- 2016 :  Magalie Flèche 3 h 07 min 20 s
- 2015 :  Chemutai immaculate 3 h 20 min 38 s
- 2014 :  Sandrine Monier, 3 h 06 min 30 s
- 2013 :  Chemutai immaculate 2 h 59 min 43 s
- 2012 :  Sandrine Motto Ross, 3 h 09 min 07 s
- 2011 :  Diana  Dimitrova, 3 h 17 min 06 s